# Vanessa vulcania
La vanesa índica canaria (Vanessa vulcania) es una mariposa endémica de la Macaronesia, distribuyéndose en la isla de Madeira y las Islas Canarias (aparece en El Hierro, La Palma, La Gomera, Tenerife y Gran Canaria). Es típica de los bosques de laurisilva, pero también se encuentra en hábitats creados por el hombre como jardines y parques. La hembra deposita sus huevos sobre la ortiga endémica Urtica morifolia.  